# Sefer Baygın
Sefer Baygın (ur. 6 lutego 1942 w Tokat) – turecki zapaśnik walczący w stylu wolnym. Olimpijczyk z Monachium 1972, gdzie zajął czwarte miejsce w kategorii do 48 kg.
Piąty na mistrzostwach świata w 1970. Wicemistrz Europy w 1972; trzeci w 1969. Triumfator igrzysk śródziemnomorskich w 1971 roku